# Myotis yumanensis
Myotis yumanensis é uma espécie de morcego da família Vespertilionidae.
Pode ser encontrada nos seguintes países: Canadá, México e Estados Unidos da América.